# Naturschutzgebiet Plöwensches Seebruch

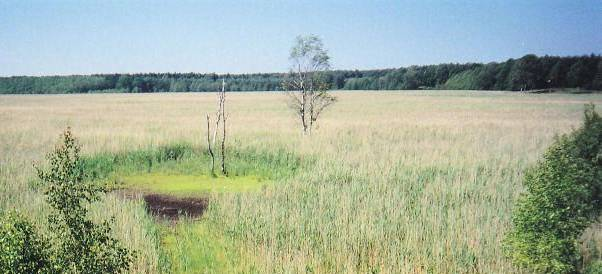
Blick in das Naturschutzgebiet

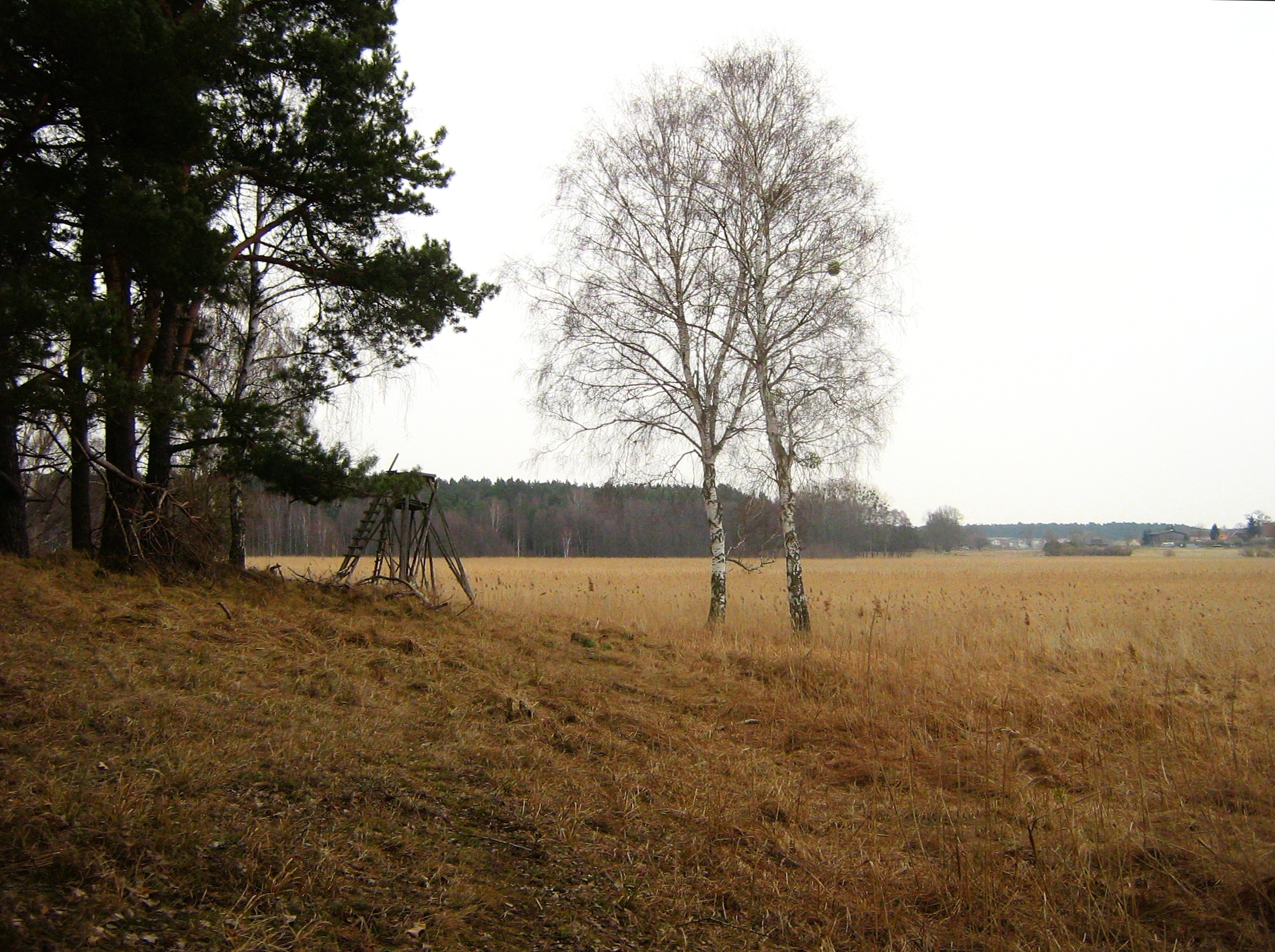
Uferbereich des Seebruches

Das Naturschutzgebiet Plöwensches Seebruch ist ein Naturschutzgebiet in Mecklenburg-Vorpommern. Es liegt nördlich der Bundesstraße 104 zwischen den Orten Löcknitz und Plöwen. Mit der Ausweisung am 15. August 1995 wurde ein 228 Hektar umfassendes Gebiet unter Schutz gestellt. Es soll ein großes zusammenhängendes Schilfrohrgebiet auf dem Grund eines abgelassenen Sees mit angrenzenden Bruchwäldern und Feuchtwiesen geschützt und entwickelt werden. Zum Naturschutzgebiet gehören außerdem die nordwestlich angrenzenden extensiv bewirtschafteten Wiesen und wegen der Wallanlagen der Vorburg der slawischen Burgwallanlage Hühnerwinkel auch ein Teil des bewaldeten Gebietes der höhergelegenen Beckensandplatte westlich des Seebruchs.
Der Gebietszustand wird als gut eingestuft. Einblicke in das Gebiet sind von der Straße nach Plöwen möglich. Im Westteil existiert ein öffentlicher Weg zu den Burgwällen.

## Geschichte und Wasserhaushalt
Das Gebiet wurde entscheidend durch die Rosenthaler Staffel und die nachfolgenden Staffeln der Weichselvereisung geprägt. Nachdem die Gletscher weiter nördlich eine Barriere bildeten, gehörten die Flächen zum Haffstausee, der hier während der Endphase der Eiszeit entstand. Die Hänge südlich des Seebruchs stellen die natürliche Uferlinie der weitesten Ausdehnung dieses Haffstausees dar. Das später abfließende Wasser schuf eine Rinnensystem in den zurückgelassenen Beckensandsedimenten. In solch einer Abflussrinne blieb das heutige Seebruch als Restsee des Haffstausees zurück. Später verlandete dieser See allmählich und es wuchs ein Niedermoor auf. Noch im 18. Jahrhundert betrug die Seefläche ca. 50 Hektar. Im 19. Jahrhundert wurden Pläne zur Seeentwässerung umgesetzt. Der See wurde über den Plöwenschen Abzugskanal zur Randow hin entwässert und ein großes verschilftes Niedermoor entstand. Die angestrebte landwirtschaftliche Nutzung konnte nur in nordwestlich gelegenen Randbereichen erreicht werden. Dort wurde auch Torf abgebaut. Bestrebungen zur weiteren Trockenlegung im 20. Jahrhundert blieben erfolglos.
Die slawischen Burgwälle im Westteil des Schutzgebiets geben Hinweise auf eine Besiedlung seit dem 8. Jahrhundert.

## Pflanzen- und Tierwelt
Röhrichte, Bruchwälder und Hochstaudenfluren sind prägend für das Gebiet. Es kommen zahlreiche Vogelarten vor, darunter Bekassine, Graugans, Neuntöter, Raubwürger, Rohrschwirl, Sumpfohreule, Kranich, Blaukehlchen und Tüpfelralle. Zahlreiche seltene Schmetterlingsarten wurden beobachtet, wie Schwalbenschwanz, Großer Schillerfalter, Gemeines Blutströpfchen, Kleiner Feuerfalter, Kleiner Perlmuttfalter und Schachbrettfalter. Die Amphibienfauna ist mit Rotbauchunke sowie Laub- und Moorfrosch vertreten.